# District de Mersch
Le district de Mersch était l’un des quatre districts du Grand-Duché de Luxembourg entre 1857 et 1867. Son chef-lieu était Mersch. Il est le seul district à avoir été créé après le découpage initial et le seul à avoir été dissout avant l'abolition des districts en 2015.

## Histoire
Le district fut créé le 30 mai 1857 en prenant le canton de Mersch du district de Luxembourg et le canton de Redange du district de Diekirch. Il fut dissous le 4 mai 1867 par annulation de la loi de 1857 pour revenir à l’ancien découpage.
Malgré cette disparition, c'est à la suite des élections législatives du 20 août et 17 septembre 1857 que deux représentants du district de Mersch sont élus pour siéger à l'Assemblée des États.

## Subdivisions
Le district était subdivisé en deux cantons et 23 communes :
| - Canton de Mersch : - Bissen - Boevange-sur-Attert - Berg - Fischbach - Heffingen - Larochette - Lintgen - Lorentzweiler - Mersch (chef-lieu) - Nommern - Tuntange | - Canton de Redange : - Arsdorf - Beckerich - Bettborn - Bigonville - Ell - Folschette - Grosbous - Perlé - Redange-sur-Attert - Saeul - Useldange - Vichten |

## Liste des commissaires de district
La liste ci-dessous recense toutes les personnes ayant officié en tant que commissaire de district de Mersch.
- date indéterminée - 1857 : Nicolas Salentiny[7]
- 1857 - date indéterminée : Guillaume Mongenast (provisoire)[7]